# مارتین رپینسکی
مارتین رپینسکی (انگلیسی: Martin Repinski؛ زادهٔ ۶ اوت ۱۹۸۶) سیاستمدار و نماینده مجلس اهل استونی است.